# Eike Immel
Eike Immel (Stadtallendorf,el 27 de novembre de 1960) és un exporter de futbol alemany. que va jugar com a porter des del 1975 fins al 1997 al Borussia Dortmund, al Vfb Stuttgart i al Manchester City.
Amb la selecció de futbol de l'Alemanya Occidental va ser convocat i va formar part de com a membre de l'equip nacional a la Copa del Món de futbol de 1982, la Copa del Món de futbol de 1986, la UEFA Euro 1980 i la UEFA Euro 1988.
Quan es va retirar del futbol, va passar tres anys com a entrenador del FC Heilbronn. treballant com a entrenador de porters al Beşiktaş, Austria Viena i Fenerbahçe SK. Immel té el rècord de "més gols encaixats per un porter de la Bundesliga" amb 829 gols encaixats en 534 partits.